# Рема (приток Идели)
Рема — ручей в России, протекает по территории Сосновецкого сельского поселения Беломорского района и Чернопорожского сельского поселения Сегежского района Республики Карелии. Длина ручья — 14 км.
Ручей берёт начало из болота без названия на высоте выше 128 м над уровнем моря.
Течёт преимущественно в юго-восточном направлении по заболоченной местности.
Ручей в общей сложности имеет три притока суммарной длиной 3,0 км.
Втекает на высоте 113 м над уровнем моря в реку Идель, впадающую, в свою очередь, в реку Нижний Выг.
Населённые пункты на ручье отсутствуют.
Код объекта в государственном водном реестре — 02020001312202000006595.